# Атлашево
Атла́шево (рос. Атлашево, чув. Тутаркасси) — присілок у складі Чебоксарського району Чувашії, Росія. Входить до складу Атлашевського сільського поселення.
Населення — 410 осіб (2010; 304 у 2002).
Національний склад:
- чуваші — 97 %